# Maqpal Isabekova
Maqpal Isabekova (cirílico kazajo:Мақпал Исабекова) (Cirílico Ruso:Макпал Исабекова), es una cantante kazaja de KZpop que saltó a la fama por participar en el año 2003 en el Pop idol kazajo, versión kazaja de Operación triunfo. Hoy en día es para muchos, la reina del KZpop debido a la enorme calidad vocal de la cantante y el enorme éxito que ha cosechado en su país desde la publicación en el año 2005 de su primer álbum Perbyj poceluj. Maqpal Isabekova, nació en la ciudad de Jarkent en 1984.

## Biografía
El padre de Maqpal también era un artista, Su madre, era una psicóloga escolar. Tuvieron tres hijos de los cuales, Maqpal es la menor. Desde una edad muy temprana, ella quiso convertirse en cantante de KZpop. Se enroló en una escuela de música, pero la tuvo que abandonar porque era incapaz de tocar correctamente el Dombra, un instrumento tradicional kazajo.
Cuando la fiebre del Pop idol llegó a Kazajistán, ella entró en la competición y con gran facilidad se coló entre los doce finalistas. Sorprendentemente, ella fue eliminada en la séptima ronda en enero del año 2004.
Inmediatamente, tras salir de la academia empezó a trabajar en su carrera profesional como cantante, de la mano del productor Erik Tastembekov aparte de un breve regreso a Superstar. KZ.
Maqpal, pasó el año 2004 rodando videoclips para las canciones de su disco y desarrolló una colaboración profesional con el también cantante de KZpop nativo de Almaty Ivan Breusov, líder de la Boy band 101.
La joven cantante resultó ser toda una revelación en el Star factory ruso y repetidas veces cantó con el líder de 101. En un video rodado en Turquía, Maqpal cantó una canción con Ivan Breusov llamada("Была ли любовь" "Era amor?"). Más tarde, volvieron a cantar juntos en el videoclip de la canción "Ноябрь" (noviembre).
A lo largo del año 2005, la carrera de Maqpal entró en una fase de ascenso vertiginoso. A partir de entonces, Maqpal, rodó muchos videoclips, de los cuales, muchos tuvieron lugar en Letonia, tras un concierto. Entre las canciones, destacan: "Сердце, скажи"(Dime, corazón), "Кто остановит дождь?" (¿Quién parará la lluvia?), "О тебе" (Sobre ti) y dos canciones en kazajo "Аяла" (Ayala) y "Мен жайлы" (Men jaylı).
En el festival veraniego anual Novaya volna, con la finalidad de promocionar artistas en Jurmala (Letonia, 2005) Maqpal, sorprendió a muchos y finalmente se hizo conocida fuera de Kazajistán y Rusia. El jurado experto la situó en el octavo lugar, Ella recibió el premio del voto popular y en el regreso, fue tratada como una heroína nacional de Kazajistán. Su primer álbum (Первый поцелуй, Perbyj poceluj, primer beso) que de nuevo contó con la colaboración de Ivan Breusov, fue un éxito instantáneo.
Maqpal Isabekova también realizó duetos con la superestrella del KZpop Dilnaz ahmadieva y Evgenyi Zhumanov.
Sus influencias musicales son Anastacia, Alicia Keys y Boys II Men.
Un año después de la publicación del exitoso primer álbum, Maqpal Isabekova entró a formar parte de la productora, Start Media Group y firmó un contrato con la discográfica "Oriflame", poco tiempo después, dio comienzo la grabación de "Men jaylı", su segundo albumy el primero cantado íntegramente en idioma kazajo. Después de seis meses de trabajo, el álbum fue presentado finalmente el 26 de marzo del 2008.
En el año 2012, Meloman, una empresa kazaja distribuidora de material audiovisual, anunció que Maqpal Isabekova, sería la encargada de cantar la banda sonora de la versión kazaja de Brave, una de las últimas producciones de Pixar.

## Actuaciones en Superstar. KZ
Semifinales:
- Top 12: Un-Break My Heart de Toni Braxton.
- Top 11: Может, Однажды de Dilnaz ahmadieva.
- Top 10: Я Зову Вчерашний Дождь de Alika Smekhova.
- Top 9: I Have Nothing de Whitney Houston.
- Top 8: Песенка Водовоза de Isaak Dunayevsky.
- Top 7: Sunny de Boney M.
- Top 6: Ещё Не Вечер de Laima Vaikule.

## Discografía

### Álbumes de estudio
- Perbyj Poceluj (2005)[2]
- Men jaylı (2008)[3]
- Uletayu (2009)[4]

### Singles
- Sağındım ba 2010
- Mne ne bolno 2009
- Maxabbatım meniñ 2008
- Bezkonechnost 2008
- Holoda 2007
- O tebe 2007
- Pervij poceluy 2007
- Men jaylı 2007
- Byla li lyubov 2006
- Noyabr 2006
- Kto ostanobit dozhd 2006
- Ayala meni 2005

## Recopilatorios
- Bizdiñ juldızdar 28 2008
- Nashi - Bizdiñ juldızdar 27 2008
- Nashi - Bizdiñ juldızdar 25 2008
- Zvezdy Kazakhstan 15 2008
- Zvezdy Kazakhstan 13 2007
- Juldızdı Qazaqstan 12 2007
- Zvezdy Kazakhstan 11 2007
- Zvezdy Kazakhstan 10 2007
- Nashi - Bizdiñ juldızdar 21 2007
- Nashi - Bizdiñ juldızdar Christmas 2006
- Zvezdy Kazakhstan 9 2006
- Zvezdy Kazakhstan 7 2006
- Ty so mnoj - Süyğenim 7 2006
- Moy hit 5 2005
- Moy hit 3 2005
- Moy hit 1 2005